# Amorges (rebel)
Amorges (en grec antic: Ἀμόργης) fou un fill bastard del príncep aquemènida Pisutnes, sàtrapa de Lídia, el qual va encapçalar una revolta a Cària cap a l'any 414 aC continuadora de la revolta empresa a Lídia pel seu pare contra el rei Darios II de Pèrsia.
Empresonat el seu pare pel nou sàtrapa de Lídia Tisafernes, i executat per orde reial, segons la narració de Tucídides i Plutarc, el seu fill Amorges va continuar la revolta a Cària, on dominava el port de Iasos (entre Milet i Halicarnàs), i va tenir el suport atenès, malgrat el pacte entre els atenesos i Darios. Tisafernes va rebre orde de posar fi a la revolta, però Amorges, amb l'ajuda de mercenaris grecs facilitats pels atenesos, va poder resistir, car el setge de Iasos era impossible atesa la seva situació i el fet que estava molt ben fortificada.
La guerra entre Atenes i Esparta es va reprendre el 413 aC. Amb la derrota atenenca a Siracusa del 413 aC al 411 aC, el suport a Amorges es va acabar. Tisafernes va pactar amb els espartans l'any 412, acordant que aquestos donarien suport al rei de Pèrsia contra qualsevol rebel. A començaments del 411 aC els vaixells espartans es van acostar a Iasos i van ser confosos amb vaixells atenesos, aconseguint entrar al port; quan es van adonar de l'error ja era massa tard. Amorges va caure presoner en mans dels espartans, que el van lliurar a Tisafernes i els seus mercenaris van canviar de bàndol. Amorges probablement va morir executat, però la seva sort final és de fet desconeguda.
Molts d'atenesos pensaven que el suport que Atenes va donar a Amorges havia estat la causa del suport persa als espartans en la guerra del Peloponnès.